# Say „I Love You!“
Say „I Love You!“ (japanisch 好きっていいなよ., Suki-tte Ii na yo.) ist eine japanische Manga-Reihe von Kanae Hazuki. Die Reihe handelt von Mei Tachibana und Yamato Kurosawa, welche zu Beginn ein Paar werden und verschiedene Beziehungskrisen überstehen müssen. Der Manga erschien seit 2008 und wurde auch als Anime-Fernsehserie und Realfilm adaptiert.

## Handlung
Mei Tachibana ist 16 Jahre alt und hatte noch nie einen Freund. Als sie jünger war, wurde sie gemobbt, und nun hat sie keine Freunde und fühlt sich einsam. Auf einmal interessiert sich ausgerechnet der Schwarm ihrer Schule für sie: Yamato Kurosawa. Mei verliebt sich in Yamato und aus der Freundschaft entwickelt sich eine richtige und ernste Beziehung. Dabei müssen die beiden verschiedene Krisen überstehen und sammeln erste gemeinsame Erfahrungen. Dabei ist vor allem Aiko Muto gegen die Beziehung. Im Laufe der Zeit gewinnt Mei neue Freunde und Aiko erkennt die Beziehung an.

## Personen
Mei Tachibana (橘 めい, Tachibana Mei)
Mei ist eine hilfsbereite und ehrliche, aber misstrauische Person. Nachdem sie von ihren Klassenkameraden für einen Unfall zu Unrecht beschuldigt wurde, entschied sie sich, niemandem mehr zu vertrauen, da sie überzeugt war, dass Freunde sie nur ausnutzen würden. Wegen ihres zurückgezogenen Verhaltens wird sie von den meisten Menschen als sonderbar und düster beschrieben und jemand, der wenig redet. Ihre Selbstwahrnehmung ändert sich jedoch, als sie Yamato kennenlernt.
Yamato Kurosawa (黒沢 大和, Kurosawa Yamato)
Yamato ist einer der beliebtesten Schüler der Schule. Als er das erste Mal auf Mei trifft, tritt sie ihn, weil einer seine Freunde sie am Rock zieht, und sie ihn für den Täter hält. Er gibt ihr aber seine Handynummer. Als Mei von einem Stalker verfolgt wird, ruft sie Yamato an, der sie dann in dessen Gegenwart küsst. Auf diese Weise lässt der Stalker von Mei ab. Mit der Zeit fängt Yamato an, sich mehr für Mei zu interessieren, sodass sie beginnen, sich zu treffen. Asami beschreibt ihn als eine Person, die mehr an andere denkt als an sich selbst, andere beschützt und behütet und sich gerne um andere kümmert, obwohl er auch mit seinen eigenen Problemen kämpfen muss.
Asami Oikawa (及川 あさみ, Oikawa Asami)
Asami ist eine Meis Klassenkameradin und spätere Freundin, die Komplexe wegen ihrer zu großen Brüste hat. Sie hasst es, wenn andere Leute ihr auf die Oberweite starren oder sie (scheinbar) darauf reduzieren. Sie vergöttert Yamato, der sie vor anderen Jungen, die sie necken, beschützt. Sie wünscht sich zudem einen Traumprinzen, der sie immer beschützen kann. Sie datet später Takeshi, der im Laufe der Zeit ihre Person und nur nicht ihre Oberweite liebt.
Takeshi Nakanishi (中西 健志, Nakanishi Takeshi)
Takeshi ist ein Klassenkamerad von Mei und ein Freund von Yamato. Er verliebt sich in Asami und kommt später mit ihr zusammen.
Aiko Mutō (武藤 愛子, Mutō Aiko)
Aiko ist eine Klassenkameradin von Yamato und Mei. Sie ist dreist und hat ein lockeres Mundwerk, aber auch eine freundliche und nette Seite. Sie und Yamato hatten ihr erstes Mal zusammen, weshalb sie zu Beginn eifersüchtig auf Mei ist. Seitdem liebt sie Yamato, da er sie auf ihre wahre Schönheit hingewiesen hat, was ihr mehr Selbstbewusstsein gab. Seitdem hat sie 20 kg abgenommen, weil sie sich erhoffte, dass Yamato ihr fester Freund wird. Von ihrer schnellen Gewichtsabnahme hat sie aber Dehnungsstreifen, wofür sie sich schämt. Als Mei für sie einsteht, beginnt sie Mei als Freundin zu akzeptieren und unterstützt sie mit der Zeit. Später datet sie Masashi.
Masashi Tachikawa (立川 雅司, Tachikawa Masashi)
Masashi ist später Aikos Freund, der sie so nimmt, wie sie ist, und sie daher glücklicher und zufriedener machen kann. Er mochte sie auch, als sie pummelig war.
Kakeru Hayakawa (早川 駆流, Hayakawa Kakeru)
Kakeru ist ein Klassenkamerad von Yamato und Mei und hat schon mit vielen Frauen geschlafen, mit dem Ziel, genauso „beliebt“ zu sein wie Yamato. Chiharu, seine Freundin aus Kindertagen, ist jedoch einer der wenigen, die ihn mit Respekt behandeln. Als sein Versuch, Mei zum Fremdgehen zu verführen, scheitert, erkennt er, wie sehr Chiharu respektiert, da dieser ihm beisteht. Ihm wird klar, dass er ihre Gefühle erwidern kann und fängt an, sie zu daten.
Chiharu Ogawa (小川 千晴, Ogawa Chiharu)
Sie ist Kakerus Freundin aus Kindertagen und kennt sein wahres Ich und versucht daher, ihm in allen Lebenslagen beizustehen. Sie ist heimlich in ihn verliebt, was er jedoch erst recht viel später erkennt, aber diese Gefühle dann erwidert. Daneben arbeitet sie mit Mei zusammen in der Bakery Farm.
Megumi Kitagawa (北川 めぐみ, Kitagawa Megumi)
Megumi ist ein Amateur-Model aus Yamatos Klasse, die zwar oft freundlich tut, aber versucht, Mei von ihren Freunden abzubringen, um Yamato für sich zu gewinnen. In ihrer Kindheit wurde sie als „hässlich“ und „unscheinbar“ bezeichnet. Als sie erkennt, wie sehr sie von manchen Leuten geschätzt wird, macht sie ihnen Geschenke. In ihren Freunden aus Kindertagen, Momo und Asami, findet sie echte Freunde. Sie beginnt auch zu ignorieren, was andere über sie sagen und versucht, sie selbst zu sein und ihren eigenen Stil zu finden.
Kai Takemura (竹村 海, Takemura Kai)
Kai ist ein Freund von Yamato, der gemobbt wurde. Da er sich zurückzog und seine Noten schlechter wurden, entschied er sich, in seiner Heimatstadt das erste Jahr an der High School zu wiederholen und ist somit eine Klasse unter Yamato und Mei, obwohl er im gleichen Alter ist. Inzwischen ist er tapferer und besser in der Schule geworden und auch stärker, als er sein muss. Er fühlt sich mit Mei verbunden, da sie beide im Leben gemobbt wurden. Er ist außerdem regulärer Kunde in der Bakery Farm, in der Mei neben der Schule arbeitet und liebt den Themenpark „Land“. Zwar ist er ein bisschen in Mei verliebt, respektiert es aber, dass sie mit Yamato liiert ist und behütet die beiden.
Nagi Kurosawa (黒沢 凪, Kurosawa Nagi)
Nagi ist Yamatos jüngere Schwester. Sie kann gut Süßigkeiten backen und Stofftiere nähen. Als Yamato ihr Mei vorstellt, kann sie sie zunächst nicht leiden, weil sie das Gefühl hatte, sie würde ihr ihren Bruder stehlen. Nachdem sie Zeit mit Mei verbringt, stellt sie fest, dass sie vieles gemeinsam haben: Beide hatten viele Freunde, bis sie merkten, dass diese sich gegen sie gewandt haben. Als sie Mei anfängt zu akzeptieren, lehrt sie ihr das Süßigkeiten-Backen, damit sie das eines Tages für Yamato auch machen kann.
Daichi Kurosawa (黒沢 大地, Kurosawa Daichi)
Daichi ist Yamatos älterer Bruder. Er leitet einen Frisörladen und ist genauso ansehnlich wie Yamato. Er kann es nicht leiden, wenn Leute versuchen, mit ihrem Styling andere zu imitieren, sodass er stattdessen ihre Haare so gestaltet, wie sie gerne wären.
Miki Arai (新井 美樹, Arai Miki)
Miki ist laut Gerüchten Yamatos erste Liebe, da sie das einzige Mädchen an der High School ist, das er noch nicht geküsst hat. Sie hat ein ausgeprägtes Interesse an Yamato und flirtet häufig mit ihm, aber Yamato lehnt ihre Annäherungsversuche ab.
Meis Mutter
Meis Mutter ist ständig besorgt um ihre Tochter. Sie freut sich, als Mei Yamato kennenlernt, da sie merkt, dass dieser sie glücklicher macht. Sie bewahrt ein Bild von ihrem Mann auf, der an Krebs starb.

## Veröffentlichung
Das von Kanae Hazuki geschriebene und gezeichnete Werk erschien ab dem 23. Februar 2008 (Ausgabe 4/2008) in Kōdanshas Shōjo-Manga-Magazin Dessert. Das letzte Kapitel kam im Juli 2017 heraus. Die Kapitel wurden in 18 Sammelbänden zusammengefasst. Im August 2022 erschien ein digitaler 19. Band.
Von Oktober 2017 bis Juni 2020 wurde der Manga von Egmont Manga mit allen Bänden auf Deutsch veröffentlicht. Die Übersetzung stammt von Monika Hammond. In den USA wird das Werk seit April 2014 durch Kodansha Comics USA als Say I Love You. verlegt. Eine französische Fassung erschien bei Pika Édition, eine italienische bei Goen und eine chinesische bei Tong Li Publishing.

## Adaptionen

### Anime
Das Animationsstudio Zexcs adaptierte den Manga als Anime unter der Regie von Takuya Satō und Toshimasa Kuroyanagi sowie nach einem Drehbuch von Satō. Das Charakterdesign stammt von Junko Watanabe und Yoshiko Okuda, die künstlerische Leitung lag bei Yuka Hirama und für die Kameraführung war Yoshihisa Oyama verantwortlich. Die Computeranimationen leitete Yūzō Satō und Tonregie führte Jin Aketagawa.
Die 13 Folgen umfassende Serie wurde vom 7. Oktober bis 30. Dezember 2012 nach Mitternacht (und damit am vorigen Fernsehtag) auf Tokyo MX, sowie mit bis zu einer Woche Versatz auch auf Chiba TV, TV Kanagawa, TV Saitama, Sun Television, KBS Kyōto, TV Aichi, TV Hokkaidō, AT-X und BS11. Die Folgen erschienen zwischen dem 26. Dezember 2012 und 22. Mai 2013 auf sechs Blu-rays und DVD. Der am 24. Juli 2013 erschienen limitierten Fassung des elften Bandes war eine weitere Folge beigelegt. In den USA erschien die Serie am 23. Dezember 2013 bei Sentai Filmworks und in Australien am 8. Februar 2014 bei Hanabee.

#### Synchronisation
| Rolle             | japanischer Sprecher (Seiyū) |
| ----------------- | ---------------------------- |
| Mei Tachibana     | Ai Kayano                    |
| Yamato Kurosawa   | Takahiro Sakurai             |
| Asami Oikawa      | Risa Taneda                  |
| Takeshi Nakanishi | Nobunaga Shimazaki           |
| Aiko Mutō         | Yumi Uchiyama                |
| Megumi Kitagawa   | Minako Kotobuki              |
| Kai Takemura      | Tomoaki Maeno                |

#### Musik
Die Musik komponierte Yūji Nomi und das Vorspannlied Friendship ~for Say 'I Love You'. wurde gesungen von Ritsuko Okazaki. Der Abspann ist unterlegt mit Slow Dance von Suneohair.

### Realfilm
Die Regisseurin Asako Hyūga setzte die Mangareihe als Realfilm um. Dieser 102 Minuten lange Film kam am 12. Juli 2014 in die japanischen Kinos. Die Hauptrollen der Mei und des Yamato wurden von Haruna Kawaguchi und Sōta Fukushi gespielt.

## Rezeption
Bis Juli 2013 verkaufte sich die Reihe mehr als fünf Millionen Mal. Der letzte Band verkaufte über 91.000 Exemplare in den ersten beiden Wochen nach Veröffentlichung. Die amerikanische Ausgabe gelangte mit dem 16. Band in die Top 10 der New York Times Manga Best Seller List.
Die Geschichte zeichne ein für das Genre hohes Tempo und eine „unverklärte Offenheit“ aus, so die AnimaniA. Denn man müsse nicht viele Bände warten, bis es zum ersten Kuss und weiteren körperlichen Annäherungen kommt, auch wenn alles zahm bleibe. Der Spagat zwischen dem richtigen Umgang mit dem Thema Mobbing auf der einen Seite und einer unterhaltsamen Komödie auf der anderen sei gelungen. Lediglich die dargestellte hohe emotionale Reife der Protagonisten könne als unglaubwürdig kritisiert werden, das tue der positiven Leseerfahrung aber keinen Abbruch.